# Martin Brunner
Martin Brunner (født 23. april 1963 i Zürich, Schweiz) er en tidligere schweizisk fodboldspiller, der spillede som målmand. Han var på klubplan tilknyttet Grasshoppers i sin fødeby samt FC Lausanne-Sport. Med Grasshoppers var han blandt andet med til at vinde tre schweiziske mesterskaber.
Brunner spillede mellem 1986 og 1999 26 kampe for det schweiziske landshold. Han repræsenterede sit land ved VM i 1994 i USA.